# Бобрицька Михайлівка
Бобрицька Михайлівка (Михайлівка, рос. Бобрицкая Михайловка, Михайловка, Михалиндорф, нім. Michalindorf) — колишня німецька колонія у Барашівській волості Житомирського і Коростенського повітів Волинської губернії та Йосипівській і Бобрицькій сільських радах Барашівського району Коростенської й Волинської округ, Київської та Житомирської областей.

## Населення
У 1897 році в колонії проживало 543 особи, з них 327 — німці, у 1906 році кількість мешканців становила 212 осіб, дворів — 38.
Станом на 1923 рік в поселенні налічувалося 19 дворів та 79 мешканців, у 1924 році — 104 особи, з перевагою населення німецької національности, кількість дворів — 26.

## Історія
Лютеранське поселення на орендованих землях, за 80 км північно-західніше Житомира. Лютеранська парафія — Геймталь.
У 1906 році — колонія Михайлівка Барашівської волості (1-го стану) Житомирського повіту Волинської губернії. Відстань до повітового та губернського центру, м. Житомир, становила 65 верст, до волосного центру, с. Бараші — 10 верст. Найближче поштово-телеграфне відділення розташовувалося в Горошках.
У березні 1921 року, в складі волості, увійшла до новоствореного Коростенського повіту Волинської губернії. У 1923 році увійшла до складу новоствореної Йосипівської сільської ради, котра, від 7 березня 1923 року, стала частиною новоутвореного Барашівського району Коростенської округи. Розміщувалася за 9 верст від районного центру, с. Бараші, та 1,5 версти до центру сільської ради, кол. Йосипівка. 12 січня 1924 року, відповідно до рішення Волинської ГАТК № 6/1 «Про зміни в межах округів, районів і сільрад», колонію передано до складу Бобрицької сільської ради Барашівського району.
Знята з обліку до 1 жовтня 1941 року.